# Cecil Wotton Toovey
Cecil Wotton Toovey, britanski general, * 17. april 1891, † 1954.